# Nils Dacke (Schiff, 1975)
Die Nils Dacke war ein 1975 in Dienst gestelltes Fährschiff der schwedischen Rederi AB Öresund, das unter Management von Lion Ferry zwischen Malmö und Travemünde im Einsatz stand. Seit 1982 fuhr das Schiff als Quiberon für Brittany Ferries. Seine letzten Dienstjahre verbrachte es ab 2003 bis zur Ausmusterung 2007 als Giulia D’Abundo für Alilauro. 2010 ging die Fähre zum Abbruch ins indische Alang.

## Geschichte
Die Nils Dacke entstand unter der Baunummer 684 in der Werft von Nobiskrug in Rendsburg und lief am 15. März 1975 vom Stapel. Die Übernahme durch die Svelast AB erfolgte am 26. Juni 1975. Svelast vercharterte das Schiff direkt nach Ablieferung an die Rederi AB Öresund, diese ließ es fortan unter Bereederung von Lion Ferry auf der Strecke von Malmö nach Travemünde einsetzen.
Ab Oktober 1976 wurde die Nils Dacke von der neugegründeten Saga Linjen betrieben und lief fortan neben Malmö und Travemünde auch Helsingborg an. Im September 1978 fuhr das Schiff kurzzeitig unter Charter der GT-Linien zwischen Gedser und Travemünde. Ab Januar 1980 wurde es von der TT-Saga-Line bereedert.
Im Mai 1982 charterte Brittany Ferries die Fähre und setzte sie nach einem Umbau in der Meyer-Werft in Papenburg als Quiberon zwischen Plymouth und Santander sowie zwischen Roscoff und Cork ein. Im Dezember 1984 ging sie in den Besitz von Brittany Ferries über. Ab 1989 stand das Schiff zwischen Plymouth und Roscoff im Einsatz.
Am 17. Juli 1992 brach während einer Überfahrt von Plymouth nach Roscoff ein Brand im Maschinenraum der Quiberon aus. Ein Besatzungsmitglied kam hierbei ums Leben. Nach Reparaturarbeiten in Brest konnte das Schiff im August 1992 wieder den Dienst aufnehmen. Am 17. März 1999 lief die Quiberon zudem vor Plymouth auf Grund, wurde hierbei jedoch nur geringfügig beschädigt.
Nachdem die Fähre seit Juli 2002 Caen und Portsmouth eingesetzt worden war, beendete sie im Dezember 2002 ihre Dienstzeit für Brittany Ferries, nachdem sie bereits im November in den Besitz von Alilauro überging. Nach der Überführungsfahrt ins Mittelmeer im Mai 2003 trug das Schiff ab August 2003 den Namen Giulia D’Abundo und stand fortan zwischen Sète und Palma im Einsatz.
In den folgenden Jahren wechselte die Giulia D’Abundo mehrfach die Einsatzstrecke und wurde zudem auch an andere Reedereien verchartert. Zuletzt fuhr sie 2007 unter Charter von Acciona im Dienst von Alicante nach Oran. Seit Oktober 2007 lag das Schiff ungenutzt im Hafen von Neapel. Nach über zwei Jahren Liegezeit wurde die Giulia D’Abundo im Januar 2010 zum Abbruch ins indische Alang verkauft, wo sie am 24. April 2010 unter dem Überführungsnamen Abundo eintraf.